# Xí nghiệp Liên hợp Z751, Bộ Quốc phòng (Việt Nam)
Xí nghiệp Liên hợp Z751 trực thuộc Tổng cục Kỹ thuật, Bộ Quốc phòng Việt Nam là một doanh nghiệp Quân đội có nhiệm vụ sửa chữa, sản xuất Ô tô, Cơ khí, Tăng thiết giáp.... bảo đảm phục vụ cho Quân đội nhân dân Việt Nam.

## Lịch sử
- Ngày 15 tháng 5 năm 1975, thành lập Xí nghiệp Liên hợp Z751 trên cơ sở tiếp quản Lục quân Công xưởng.
- Ngày 19 tháng 8 năm 1993, chính thức đăng ký là Doanh nghiệp Quân đội
- Ngày 19 tháng 11 năm 2009, được chuyển đổi từ Doanh nghiệp Nhà nước sang thành Công ty TNHH MTV 751.[3]

## Lãnh đạo hiện nay
- Tổng Giám đốc: Đại tá Trần Văn Lộc
- Chủ tịch - Bí thư Đảng ủy: Thượng tá Nguyễn Mạnh Hà

## Tổ chức
- Phòng Kế hoạch
- Phòng Chính trị
- Phòng Tài chính Kế toán
- Phòng Tổ chức - Lao động
- Phòng Vật tư
- Phòng Hành chính Hậu cần
- Phòng Kỹ thuật Công nghệ
- Phòng KCS
- Phòng Cơ điện
- Trung tâm Dịch vụ Tổng hợp
- Xí nghiệp Sửa chữa Tăng Thiết giáp
- Xí nghiệp Sửa chữa Vũ khí
- Xí nghiệp Sửa chữa Cơ khí
- Xí nghiệp Sửa chữa Ô tô
- Xí nghiệp Cao su
- Xí nghiệp Kim khí
- Xí nghiệp Cơ điện
- Xí nghiệp Mộc
- Văn phòng Đại diện tại Thành phố Hồ Chí Minh

## Khen thưởng
- Danh hiệu Anh hùng Lực lượng Vũ trang Nhân dân